# Премия имени Якуба Чишинского
Премия имени Якуба Чишинского (в.-луж. Myto Ćišinskeho, нем. Ćišinski-Preis) — бывшая государственная премия ГДР, в настоящее время — премия «Фонда серболужицкого народа». Премией награждаются организации, культурные, общественные, научные и литературные деятели, внесшие значительный вклад в сохранение и развитие лужицкой культуры, науки, искусства и лужицких языков. Названа именем классика лужицкой литературы Якуба Чишинского.

## История
Премия была учреждена 28 июля 1956 года в качестве государственной премии ГДР. Премия присуждалась лицам, внесшим значительный вклад в литературе, сохранении и развитии лужицких языков. В 1982 году премии было присвоено имя основоположника лужицкой реалистической литературы Якуба Барт-Чишинского. Последний раз премия в качестве государственной была присуждена в 1990 году. С 1991 по 1994 год премия не присуждалась.
С 1995 года премию стала присуждать общественная организация «Фонд серболужицкого народа». Как правило, премия присуждается один раз в два года за выдающиеся достижения в области общественной жизни лужицкого народа, культуры, искусства, науки и за содействие перспективным начинаниям в их развитии. Премия состоит из главной награды и премии, которая вручается советом попечителей «Фонда сербского народа». Награждение лауреатов происходит в женском католическом монастыре «Звезда Марии», который находится в лужицкой деревне Паньчицы-Куков.

## Список лауреатов
- 1956 — Ян Павол Нагель (руководитель ансамбля Котбуской сербской высшей школы), Миклауш Кречмар (руководитель Сербского народного театра);
- 1957 — Курт Креньц (многолетний председатель Домовины);
- 1958 — Павол Недо (педагог и председатель Домовины);
- 1959 — Мерчин Новак-Нехорньский (писатель и художник), Курт Хорст Шлосар (художник);
- 1960 — Фридо Метшк (нижнелужицкий писатель и поэт);
- 1962 — Юрий Брезан (писатель), Цирил Кола (журналист), Марья Кубашец (педагог и писательница);
- 1964 — Мина Виткойц (писатель и поэтесса), Ян Цыж (общественный деятель и писатель);
- 1968 — Юрий Веля (писатель), Юрий Винар (писатель, поэт и композитор);
- 1966 — Михал Навка (поэт и писатель), Ян Буланк (композитор и дирижёр), Юрий Вуйеш, Юрий Мертин;
- 1970 — Павол Новотный (общественный деятель), Бен Будар (писатель и журналист), Ян Рауп, Бено Шрам, Вилем Шибарь (художник), Йозеф Новак, Юрай Кубанка, Петр Малинк;
- 1972 — «Płomjo» (детский журнал), Ян Мешканк, Бено Шолта, Ахим Бранкачк, 1-я Серболужицкая культурная бригада (хор), «Mały Wjelkow» (ансамбль);
- 1974 — Юрий Кох (писатель), Мертин Бенада, Ян Коск, ансамбль «Hermann Matern», редакционный коллектив лужицкой газеты «Nowy Casnik»;
- 1976 — хор «Budyšin», Ева Ворша Ланзына и Стеффен Ланга (художники), Павол Фёлькель (писатель и учёный-славист), лужицкий пионерский театр «Budyšin», редакция журнала «Rozhlad»;
- 1978 — Петр Малинк, Юрий Грос, коллектив «SLA» (в составе Моники Реверковой, Леньки Шолчиц-Винарец и Павола Шолты), Детлеф Кобеля, народный ансамбль в составе Юрия Кубаша, Павола Кмеча, Яна Гемпеля, Ярмили Врхотовой и Ладислава Врхоты;
- 1980 — Гинц Шевц, Народный хор «Meja», Альфонс Янца, Ганьжа Беньшова (писательница), коллектив Немецко-серболужицкого народного театра, Юрий Бетнар, Антон Навка, Арноши Ковар;
- 1982 — Курт Лёффлер, Ганка Крауцец (художник), Ян Шолта, Ян Гандрик, хор «Lipa», Цириль Коля;
- 1984 — коллектив газеты «Nowa doba», Ева Ворша Ланзина (художник), лужицкий мужской хор «Delany», Гельмут Фаска, Йозеф Френци, коллектив народного хора в составе Кресчана Баумгартеля, Яна Кнебеля, Альфонса Грегора и Павола Шолты;
- 1986 — Мертин Каспер (историк), Ян Павол Нагель, Константин Трофимович, Ян Бук, хор «Jakub Bart-Ćišinski» из села Панчицы-Кукова, народный хор «SPW Worklecy» из села Ворклецы, музыкальный коллектив в составе Павола Гройлиха, Герата Гендриха и Мертина Вёлькеля;
- 1988 — Альфонс Янца, Ян Коск, Ян Ворнар, коллектив пионерского ансамбля «Hermann Matern»;
- 1990 — Кито Лоренц, Мерчин Саловский, Богумила Шретрова, Кресчан Барт, Ян Магр и Мертин Слоденк, Гана Тилихова, Лотар Балько и Макс Донат;
- 1995 — Антон Навка, Рожа Домашцына;
- 1997 — Герберт Новак, Фред Печка;
- 1999 — Альфонц Френцль, Ян Цыж;
- 2001 — Манфред Староста, нижнелужицкий детский ансамбль;
- 2003 — Мария Ульбрихец, Мерана Цушцына;
- 2005 — Янаш Петш, Таня Донатец;
- 2009 — главный приз: Мето Пернак (писатель), специальная премия: Иштван Кобеля;
- 2011 — главный приз: Бенедикт Дырлих, специальная премия: Ева-Мария Чорнакец (детский писатель);
- 2013 — главный приз: Бено Будар, специальная премия: Михал Цыж.
- 2015 — главный приз: Манфред Ладуш, специальная премия: Себастьян Эликовский-Винклер.
- 2017 — главный приз: Юро Метшк (композитор), специальная премия: Любина Гайдук-Велькович (детская писательница)[1].
- 2019 — главный приз: Марья Эликовская-Винклерова (нижнелужицкая филолог), специальная премия: Радио «Саткула».
- 2021 — главный приз: Трудла Малинкова, Ян Малинк; специальная премия: Ядвига Каульфюрстова, Фабиан Каульфюрст